# Carlos d'Alessio
Carlos d’Alessio, né le 20 décembre 1935 à Buenos Aires et mort le 14 juin 1992 à Paris 12e, est un compositeur français d'origine argentine.
Ses créations s’inspirent souvent d’airs folkloriques d'Amérique latine ou de danses populaires : valses, javas, rumbas, tangos. Musique parfois répétitive et jouée au piano seul ou par de petites formations. Sa musique est indissociable des films de l'écrivaine Marguerite Duras.

## Biographie
En Argentine, il étudie l'architecture. s'intéresse au cinéma et apprend la musique avec Guillermo Graetzer. Il entre dans une troupe de théâtre pour composer la musique des pièces créées. 
En 1962, il s’installe à New York et s’introduit dans le milieu de l'avant-garde, alors en pleine effervescence créative. 
En 1972, le compositeur fait un voyage à Paris où il retrouve le dramaturge et dessinateur argentin Copi. Il collabore avec Alfredo Arias — venant lui aussi de Buenos Aires — fondateur de la troupe de théâtre, TSE. 
En 1973, Il attire l’attention de la romancière Marguerite Duras, devenue réalisatrice de films. Il devient son compositeur fétiche et la musique du film India Song le rend populaire. « La musique de Carlos d'Alessio […] m'entoure, m'habite comme à la première minute où j'ai entendu la musique de cet homme. » dit-elle. Leur collaboration s'avère fructueuse et durera jusqu’à son dernier film, Les Enfants, tourné en 1985. 
En 1986, il crée le spectacle Home Movies au Théâtre de la Ville de Paris, avec la participation de la danseuse chorégraphe Caroline Marcade. Puis Jean-Pierre Jeunet fait également appel à lui, pour un court-métrage (Foutaises, 1989), puis pour son premier film populaire, Delicatessen, réalisé avec Marc Caro en 1991. Ce sera sa dernière œuvre. Il meurt du sida l’année suivante.

## Musiques pour le théâtre
- Luxe, d’Alfredo Arias, 1973.
- L’Étoile du Nord, d’Alfredo Arias, 1974.
- Omphalos Hôtel, de Jean-Michel Ribes, 1975.
- L'Éden Cinéma, de Marguerite duras, 1977.
- Succès, de Javier Arroyuelo et Rafael Lopez-Sanchez, 1978

## Musiques de film
- 1974 : La Femme du Gange de Marguerite Duras
- 1975 : India Song de Marguerite Duras
- 1976 : Des journées entières dans les arbres de Marguerite Duras
- 1976 : Son nom de Venise dans Calcutta désert de Marguerite Duras
- 1976 : Maîtresse de Barbet Schroeder
- 1977 : Baxter, Vera Baxter de Marguerite Duras
- 1978 : Le Navire Night de Marguerite Duras
- 1982 : Les Jeux de la comtesse Dolingen de Gratz de Catherine Binet
- 1982 : Hécate, maîtresse de la nuit de Daniel Schmid
- 1982 : Parti sans laisser d'adresse de Jacqueline Veuve
- 1985 : Les Enfants de Marguerite Duras
- 1990 : Foutaises court métrage de Jean-Pierre Jeunet
- 1991 : Delicatessen de Jean-Pierre Jeunet et Marc Caro
  - Victoires de la musique 1992 pour l'album de musique originale de cinéma.
- 2004 : L'Après-midi de Monsieur Andesmas de Michelle Porte d’après Marguerite Duras

## Enregistrements
- India Song, Luxe, Home Movies et autres musiques de films et de scènes. Album 2 CD, Le Chant du Monde 2741745.46 (2009)
- Luxe et Autres Musiques de Scène. 1 LP, Le Chant du Monde, LDX 74852.
- Home Movies - Le Disque. 1 LP, Le Chant du Monde, LDX 74864, 1986.
- India song et autres musiques de films. 1 CD, Le Chant du Monde, 1991.
- Delicatessen. Bande originale du film de Jeunet et Caro. 1 CD, Remark 1991.
- Un vague extrêmement précis. Composition musicale sur des textes de Duras, créé au Festival de La Roque-d'Anthéron le 8 août 1985. Récitants : Delphine Seyrig et Sami Frey. 1 CD, INA mémoire vive, 1997.

## Prix et nominations
- Césars 1976 : nomination au César de la meilleure musique écrite pour un film pour India Song
- Victoires de la musique 1992, catégorie Compositeur de musique de film pour Delicatessen